# Stelis adrianae
Stelis adrianae är en orkidéart som beskrevs av Carlyle August Luer. Stelis adrianae ingår i släktet Stelis och familjen orkidéer. Inga underarter finns listade i Catalogue of Life.